# Halina Czerny-Stefańska

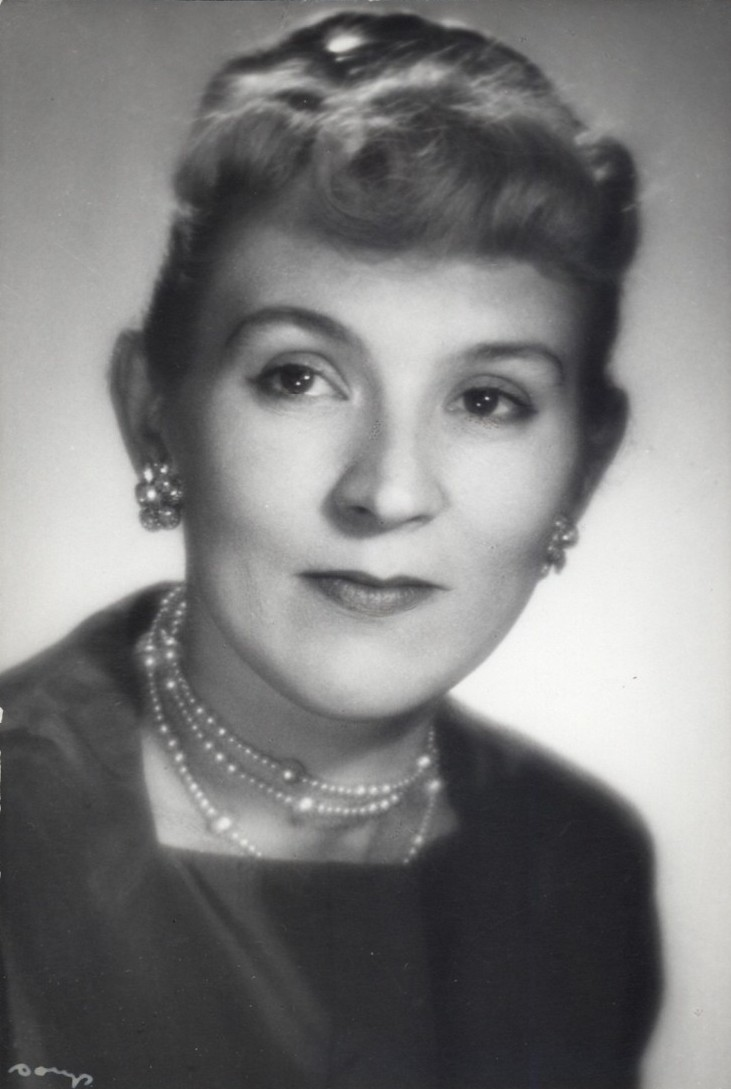
Halina Czerny-Stefańska, 1959

Halina Czerny-Stefańska geb. Czerny (* 30. Dezember 1922 in Krakau; † 1. Juli 2001 ebenda) war eine polnische Pianistin.

## Leben
Sie wurde zunächst von ihrem Vater Stanisław Schwarzenberg-Czerny unterrichtet und debütierte mit sieben Jahren. 1934 gewann sie den Alfred-Cortot-Preis, bestehend aus einem Stipendium, das ihr ein Studium bei Alfred Cortot an der École Normale de Musique de Paris ermöglichte. Nach Polen zurückgekehrt, setzte sie ihre Ausbildung bei Józef Turczyński und Zbigniew Drzewiecki in Warschau fort. 1949 gewann sie den ersten Preis beim Internationalen Chopin-Wettbewerb, zusammen mit Bella Davidovich, wodurch sie weltweit bekannt wurde. 1950 schloss sie ihr Studium an der Musikakademie Krakau mit Auszeichnung ab und startete anschließend eine große internationale Karriere.
Sie ist vornehmlich mit Werken von Frédéric Chopin hervorgetreten, wobei ihr Repertoire verhältnismäßig klein war. Daneben war sie häufig als Jurorin tätig, etwa beim Tschaikowski-Wettbewerb.

## Familie
Halina Czerny-Stefańska war seit ca. 1942 mit dem Pianisten und Musikpädagogen Ludwik Stefański (1917–1982) verheiratet, der von 1948 bis zu seinem Tod an der Musikakademie Krakau lehrte und 1970 den Titel eines Professors erhielt. Ihre Tochter ist die Cembalistin Elżbieta Stefańska-Łukowicz (* 1943).

## Diskographie (Auswahl)
- Fréderic Chopin, Piano Music (The Great Chopin Performances), 2010, Naxos (5 CDs)
- Fréderic Chopin, Classic Masterworks, Capriccio